# La città buia
La città buia (titolo originale The Overlook) è un romanzo di Michael Connelly, pubblicato nel 2007. Si tratta del tredicesimo episodio della serie con l'investigatore Harry Bosch.
The Overlook è stato tradotto in numerose lingue e in lingua originale annovera molte edizioni e ristampe.

## Trama
La storia si apre sul belvedere vicino a Mulholland Drive dove viene ritrovato il cadavere di Stanley Kent, un  esperto che si occupa di cure chemioterapiche per il cancro attraverso l'utilizzo di isotopi radioattivi di cesio. Harry Bosch viene avvisato dell'accaduto dal tenente Larry Gandle della Squadra Speciale Omicidi, si tratta del suo primo caso da quando ha lasciato l'Unità Casi Irrisolti. Il suo nuovo partner è Ignacio Ferras, un ragazzo giovane con cui è stato accoppiato per fargli da mentore. Inizialmente sembra chiaro che il movente dell'omicidio sia il furto del cesio, e per questo motivo intervengono l'FBI, la sua squadra speciale "Unità Informazioni Tattiche", di cui è membro la sua ex Rachel Walling, ed il Dipartimento di Sicurezza Nazionale. L'FBI cerca di estromettere Bosch dal caso, in quanto ritiene che il punto focale sia ritrovare il cesio che rappresenta un pericolo per la salute pubblica, mentre per Harry si tratta pur sempre di un caso di omicidio.
Le piste seguite dall'FBI, in effetti, sembrano ricondurre il furto di materiale radioattivo al terrorismo islamico, ma Bosch scopre alla fine che si tratta di un delitto passionale orchestrato dalla moglie del tecnico.

## Edizioni in italiano
- Michael Connelly, La città buia, traduzione di Stefano Tettamanti e Patrizia Traverso, Piemme, Milano 2009 ISBN 978-88-384-6877-3
- Michael Connelly, La città buia, Mondolibri, Milano 2009
- Michael Connelly, La città buia, traduzione di Stefano Tettamanti e Patrizia Traverso, Piemme, Milano 2010 ISBN 978-88-566-1667-5
- Michael Connelly, La città buia, traduzione di Stefano Tettamanti e Patrizia Traverso, Piemme Bestseller, Milano 2011 ISBN 978-88-566-2203-4
- Michael Connelly, La città buia, Piemme: Pickwick, Milano 2015 ISBN 978-88-6836-736-7